# Regeringen Tihomir Orešković
Regeringen Tihomir Orešković var det självständiga Kroatiens trettonde regering. Den leddes av premiärministern Tihomir Orešković (partilös) och var en koalitionsregering bestående av medlemmar från de två höger–mitten-partierna Kroatiska demokratiska unionen och Oberoende listornas bro samt partilösa medlemmar. Regeringen Tihomir Orešković tillträdde den 22 januari 2016 och ersatte då regeringen Milanović som innehade regeringsmakten åren 2011–2015. 
Till följd av misstroendeomröstning mot premiärministern den 16 juni 2016 stod det klart att regeringen förlorat förtroendet och nyval utlystes den 11 september 2016. Den 19 oktober 2016, knappt tio månader efter dess etablering, ersattes regeringen Tihomir Orešković av regeringen Andrej Plenković.
Regeringen Tihomir Orešković var vid tillträdet unik i landets moderna politiska historia då premiärministern och regeringschefen Orešković var en ditintills partilös teknokrat med bakgrund i det privata näringslivet och utan tidigare politisk erfarenhet. Det hade ditintills varit brukligt att partiledaren från det största regeringspartiet utsågs till premiärminister. Förhandlingsprocessen mellan de olika parterna som slutligen skulle leda till regeringens tillkomst varade i 76 dagar och var den ditintills längsta i landet moderna politiska historia.   

## Regeringens sammansättning och historia
Vid regeringens tillkomst den 22 januari 2016 bestod den av 23 statsråd inklusive premiärministern. Av dessa kom tio statsråd från Kroatiska demokratiska unionen, sju från Oberoende listornas bro och sex (inklusive premiärministern) var partilösa. Av de 23 statsråden var tre kvinnor och tjugo män.
Vid tillkomsten kännetecknades den nya regeringen av ett proportionellt stort antal män i relation till antalet kvinnor, många med härkomst från eller omkring Metković (där Oberoende listornas bro grundades år 2012) och/eller Neretva-dalen i Dalmatien. Antalet statsråd som var partilösa eller från Oberoende listornas bro var högt i förhållande till partiets mandat i parlamentet. På frågor kring jämställdhet mellan kvinnor och män samt statsrådens geografiska hemvist betonade regeringsrepresentanter (Orešković, Petrov etc.) regeringens teknokratiska natur och behovet av att skapa en "expertregering". Regeringsrepresentanterna påstod att hänsyn först och främst har tagits till statsrådens kompetens. Regeringen satsade mycket på att få ned landets skulder samt privatiseringspolitik.
Regeringen kantades också av många kontroverser och kritik, både inrikes och internationellt. Det avslöjades att Karamarkos fru hade affärskontakter med konsulter ungerska oljeföretaget MOL som var en av parterna i en medlingsprocess med Kroatien om INA, Kroatiens nationell oljebolag. 
Vidare kom stark kritik mot regeringen för dess tolerans för fascism och historierevisionism, från många judiska grupper, andra politiker och media i Kroatien och utrikes. Bland annat bojkottade judar, vänstern och serber den årliga minnesstunden i landet för offren för Kroatiens nazisthistoria, dels p.g.a kulturminister Zlatko Hasanbegovićs upprepade uttalanden som var starkt pro-fascistiska och hans delaktighet i projekt där Förintelsen i Kroatien förnekats.

## Statsråd
* Statsminister eller departementschef
| Titel                                       | Namn                     | Namn                         | Tillträdde               | Avgick                   | Parti                    | Ref                      |                          |                          |                          |
| Premiärministerns kansli                    | Premiärministerns kansli | Premiärministerns kansli     | Premiärministerns kansli | Premiärministerns kansli | Premiärministerns kansli | Premiärministerns kansli | Premiärministerns kansli | Premiärministerns kansli | Premiärministerns kansli |
| ------------------------------------------- | ------------------------ | ---------------------------- | ------------------------ | ------------------------ | ------------------------ | ------------------------ | ------------------------ | ------------------------ | ------------------------ |
| Premiärminister                             |                          | Tihomir Orešković*           | 22 januari 2016          | 19 oktober 2016          | Partilös                 | [ 12 ]                   |                          |                          |                          |
| Ställföreträdande premiärminstrar           |                          |                              |                          |                          |                          |                          |                          |                          |                          |
| Förste ställföreträdande premiärminister    |                          | Tomislav Karamarko           | 22 januari 2016          | 15 juni 2016             | HDZ                      | [ 12 ]                   |                          |                          |                          |
| Ställföreträdande premiärminister           |                          | Božo Petrov                  | 22 januari 2016          | 13 oktober 2016          | Most                     | [ 12 ]                   |                          |                          |                          |
| Mininistrar                                 |                          |                              |                          |                          |                          |                          |                          |                          |                          |
| Utrikesminister                             |                          | Miro Kovač*                  | 22 januari 2016          | 19 oktober 2016          | HDZ                      | [ 12 ]                   |                          |                          |                          |
| Finansminister                              |                          | Zdravko Marić*               | 22 januari 2016          | Nästa regering           | Partilös                 | [ 12 ]                   |                          |                          |                          |
| Inrikesminister                             |                          | Vlaho Orepić*                | 22 januari 2016          | Nästa regering           | Most                     | [ 12 ]                   |                          |                          |                          |
| Förvaltningsminister                        |                          | Dubravka Jurlina Alibegović* | 22 januari 2016          | 19 oktober 2016          | Partilös                 | [ 12 ]                   |                          |                          |                          |
| Jordbruksminister                           |                          | Davor Romić*                 | 22 januari 2016          | 19 oktober 2016          | Most                     | [ 12 ]                   |                          |                          |                          |
| Miljöminister                               |                          | Slaven Dobrović*             | 22 januari 2016          | Nästa regering           | Most                     | [ 12 ]                   |                          |                          |                          |
| Justitieminister                            |                          | Ante Šprlje*                 | 22 januari 2016          | Nästa regering           | Most                     | [ 12 ]                   |                          |                          |                          |
| Näringslivsminster                          |                          | Tomislav Panenić*            | 22 januari 2016          | 19 oktober 2016          | Most                     | [ 12 ]                   |                          |                          |                          |
| Företags- och handelsminister               |                          | Darko Horvat*                | 22 januari 2016          | 19 oktober 2016          | HDZ                      | [ 12 ]                   |                          |                          |                          |
| Arbets- och pensionsminister                |                          | Nada Šikić*                  | 22 januari 2016          | 19 oktober 2016          | HDZ                      | [ 12 ]                   |                          |                          |                          |
| Bygg- och stadsplaneringsminister           |                          | Lovro Kuščević*              | 22 januari 2016          | Nästa regering           | HDZ                      | [ 12 ]                   |                          |                          |                          |
| Försvarsminister                            |                          | Josip Boljević*              | 22 januari 2016          | 19 oktober 2016          | HDZ                      | [ 12 ]                   |                          |                          |                          |
| Krigsveteranminister                        |                          | Mijo Crnoja*                 | 22 januari 2016          | 28 januari 2016          | HDZ                      | [ 12 ]                   |                          |                          |                          |
| Krigsveteranminister                        |                          | Tomo Medved*                 | 22 januari 2016          | Nästa regering           | HDZ                      | [ 12 ]                   |                          |                          |                          |
| Turistminister                              |                          | Anton Kliman*                | 22 januari 2016          | 19 oktober 2016          | HDZ                      | [ 12 ]                   |                          |                          |                          |
| Hälsominister                               |                          | Dario Nakić*                 | 22 januari 2016          | 19 oktober 2016          | Partilös                 | [ 12 ]                   |                          |                          |                          |
| Vetenskap-, utbildning- och idrottsminister |                          | Predrag Šustar*              | 22 januari 2016          | 19 oktober 2016          | Partilös                 | [ 12 ]                   |                          |                          |                          |
| Kulturminister                              |                          | Zlatko Hasanbegović*         | 22 januari 2016          | 19 oktober 2016          | HDZ                      | [ 12 ]                   |                          |                          |                          |
| Regionalutvecklings- och EU-fondsminister   |                          | Tomislav Tolušić*            | 22 januari 2016          | 19 oktober 2016          | HDZ                      | [ 12 ]                   |                          |                          |                          |
| Natur- och miljöminister                    |                          | Slaven Dobrović*             | 22 januari 2016          | 19 oktober 2016          | Most                     | [ 12 ]                   |                          |                          |                          |
| Social- och ungdomsminister                 |                          | Bernardica Juretić*          | 22 januari 2016          | 19 oktober 2016          | Partilös                 | [ 12 ]                   |                          |                          |                          |